# 采德豪斯
采德豪斯是奥地利萨尔茨堡州隆高县的一个市镇。总面积130.55平方公里，总人口1235人，人口密度9.5人/平方公里（2005年）。